# Mag-ház
A Mag-ház közösségi tér, civil szolgáltató, gyermek- és ifjúsági központ az, Élettér Közösség- és Településfejlesztő Egyesület és további öt szervezet otthona.

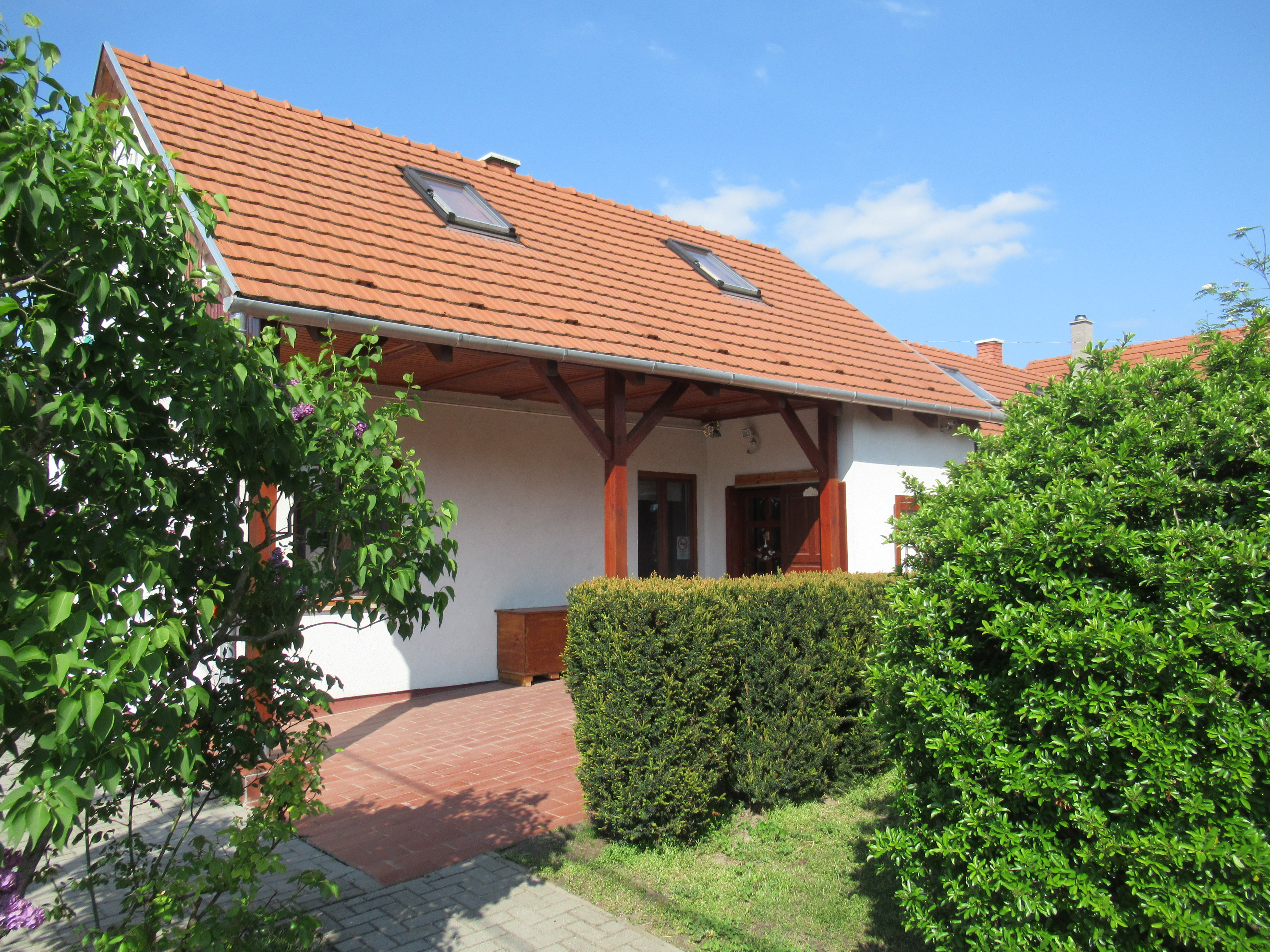

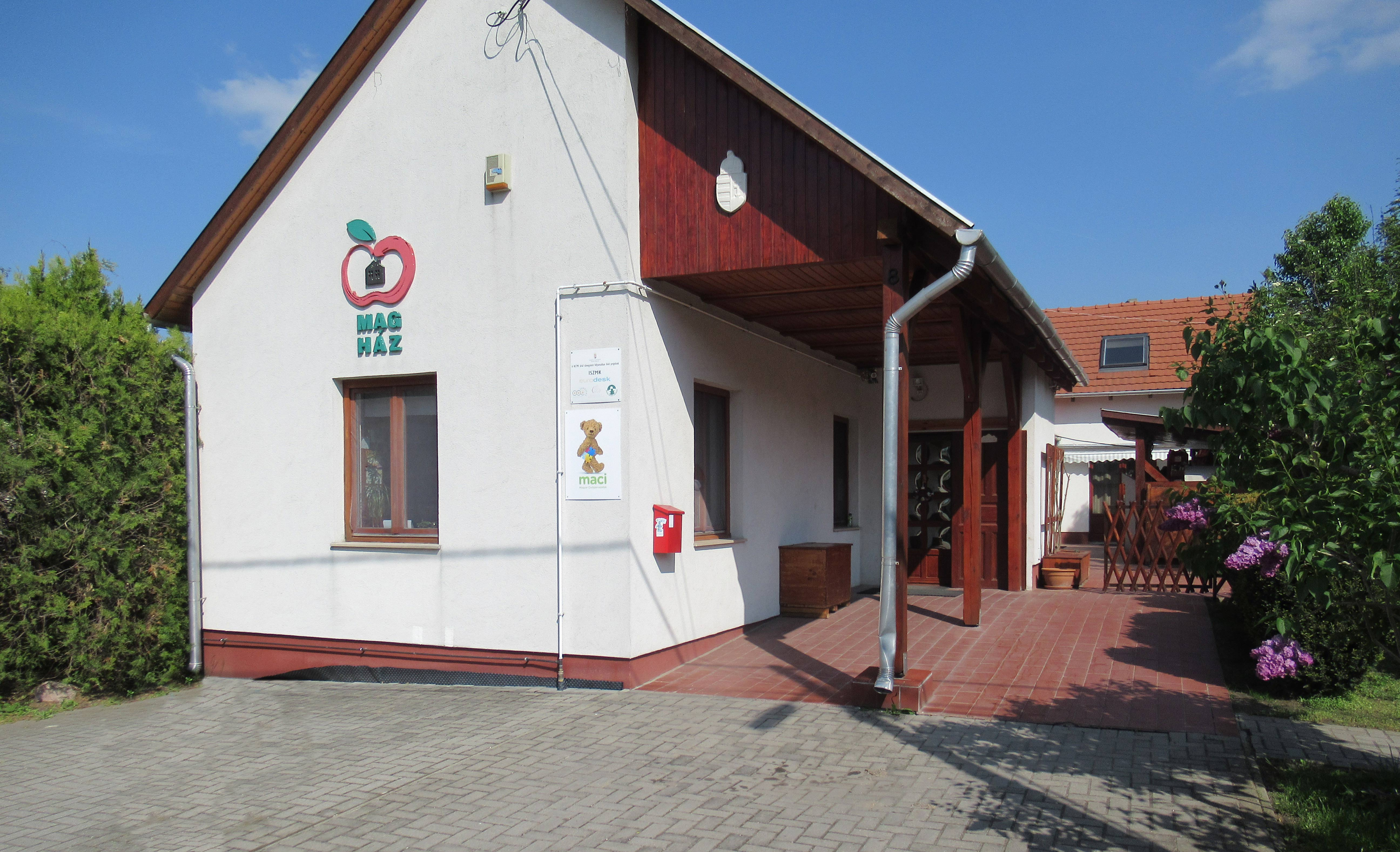

## Működés és történet
Mag-ház és a benne működő civil konzorcium Magyarországon egyedülálló közösségi színtérként létrehozott épített és közösségi érték, amely franciaországi adaptáció során helyi közösség innovatív szellemi és gazdasági termékeként az egyéni és közösségi lét feltételeinek megteremtését szolgálja; valamint az embert körülvevő környezet fenntartásához kapcsolódó szellemi érték is egyúttal. A ház mindenki előtt nyitva áll, életkortól, politikai vagy vallási meggyőződéstől függetlenül. Tiszteletben tartja mindenki személyes nézeteit és a konzorciumi megállapodás keretét biztosító SZMSZ-ében megfogalmazza és egyúttal kizárja, hogy a Mag-ház és a konzorciumot alkotó egyesületek bármilyen politikai párthoz vagy mozgalomhoz, illetve felekezethez kapcsolódjanak.
Határozatlan időtartamra alakult abból a célból, hogy mintaként szolgálva lehetőséget nyújtson az embereknek arra, hogy ráébredjenek képességeikre, fejleszthessék személyiségüket és felkészülhessenek arra, hogy egy élő közösség aktív és felelős polgárai legyenek.
A fenti cél érdekében különféle szabadidős és művelődési tevékenységeket szervez: sportfoglalkozások, művészeti és szellemi tevékenységek, tanfolyamok, gyakorlati foglalkozások, műhelyek stb.; illetve helyiségeivel: előadótermével, foglalkoztató termeivel, játéktermével, szállásszolgáltatással, udvarával, s annak kínálatával, valamint a konzorciumot alkotó szervezetek munkatársaival, önkénteseivel az ilyen tevékenységekben részt venni kívánó tagjai szolgálatára áll.
A működtetéséhez és fenntartásához adaptált együttműködés, a valós közösségiségre összpontosító közhasznú feladatok felvállalása és ellátása fenntartható módon biztosítja a szolgáltatások folyamatosságát.
Az ingatlan tulajdonosa az Élettér Egyesület, melyet 2005-ben vásároltak meg, s melynek bővítésének első szakasza 2007-ben, második pedig 2011-ben valósult meg. Így 160 m² alapterülettel és tetőér beépítéssel rendelkeznek Komárom külvárosi részén, Koppánmonostoron. Az épület több kisebb és egy nagyobb előadóteremből, ifjúsági matracszállásból áll, melyet gazdagon felszerelt, kulturált, 50 m²-es szabadtéri színpaddal, továbbá közösségi terekkel kialakított közel 300 négyszögölön elterülő udvarrész egészít ki.
Korszerűen felszerelt irodában biztosítja a tagok, önkéntesek és munkatársak és a partnerszervezeteik munkafeltételeit. Jelenleg öt szakalkalmazott és egy technikai dolgozó, valamint 16 közfoglalkoztatott (10 fő kiemelt hajléktalan program, 2 fő kiemelt kulturális program) biztosítja a folyamatosságot, amit rendszeres önkéntesek tevékenységével egészítünk ki. 
Szervezetükben a közösségi művelődés alapértékeit közvetítjük, ami mellett két fő irány is megerősödött: a civil szolgáltatás, valamint a gyermek- és ifjúsági munka.
A Mag-ház egész évben, a hét hat napján biztosít szolgáltatást a település és járásának lakói, közösségei számára, melyet alkalmanként a vasárnapi programokkal is kiegészítenek.
Intézményük hiánypótló szerepet tölt be a városban, hiszen olyan feladatokat lát el és szolgáltatást biztosít, melyet a helyi kulturális intézmények jelenleg nem tudnak. Nyitva tartásuk igazodik a helyi igényekhez. A házat térítés nélkül, vagy jelképes összegért vehetik igénybe a szervezetek, közösségek programjaik, ügyvitelük intézésére. 
"A Mag-Ház nem csupán egy épület a benne lévő terekkel, játékokkal. Ez egy lélekkel megáldott isteni gondviselés eredménye. Megnyugtató kisugárzása van, melyet a gyermekek és a „tiszta” lelkek megéreznek. Akit egyszer megérintett, annak társává, részévé válik." - Monostori Éva
„Amikor tizenegy évvel ezelőtt harmadmagammal ültem Komárom főutcája melletti árkádsor alatt, - s azon szövetkeztünk a megnyugtató árnyékban, miként fogunk szakmailag nagyon jól működő közösségfejlesztéssel foglalkozó térségi civil szervezetet létrehozni, - nem gondoltam volna, hogy egyszer példaként állhatunk elő a szakma számára.” – Monostori Éva

## Szervezetek a Mag-házban
- Élettér Közösség- és Településfejlesztő Egyesület
- Civil Közösségi Házak Magyarországi Egyesülete
- Komárom Környéki Civil Társulás
- Kerecsen Ifjúsági Egyesület
- Komáromi Talpasíjászok Közhasznú Egyesület
- Komáromi Zenész Egylet